# دونده هندی
دونده هندی (به انگلیسی: The Indian Runner) یک فیلم سینمایی آمریکایی در ژانر درام و جنایی محصول سال ۱۹۹۱ میلادی که توسط شان پن کارگردانی شده‌است. ترانه فیلم براساس آهنگ " برو در بزرگراه " از بروس اسپرینگستین ساخته شده‌است.

## خلاصه داستان فیلم
داستان، در دهه ۱۹۶۰ نبراسکا ماجراهای رابطهٔ پرتنش دو برادر؛ یکی «کلانتر جو رابرتس» (مورس) و دیگری، «فرانک» (مورتنسن)، جوانی که از ویتنام بازگشته و نمی‌تواند در جایی مستقر شود. سرانجام «جو» ناچار به تعقیب «فرانک» می‌شود که صاحب یک نوشگاه را به قتل رسانده‌است.
دونده هندی آخرین فیلمی است که سندی دنیس در آن بازی کرده‌است اندکی پس از اکران این فیلم درگذشت.